# Viitaoja
De Viitaoja is een beek, die stroomt in de Zweedse  provincie Norrbottens län. Zij ontstaat aan de zuidpunt van het meer Viitajärvi (ongeveer 8 hectare groot). Ze is 2,5 kilometer lang. Daarna stroomt ze Jylhärivier in.